# 宋良翰
宋良翰（1576年—17世紀），字直夫，號清宇，江西南昌府豐城縣後塘鄉人，明朝政治人物。

## 生平
宋良翰是萬曆三十一年（1603年）舉人亞魁，三十五年（1607年）成進士，擔任祁陽、邵武知縣都有名聲；很快調任北京，天啟年間官至工部屯田員外郎。
當時宮殿火災，宦官搜刮木材運至潞河，但沒有付款給木商，適逢大雨沖散木材，官府向木商索討損失十三萬；宋良翰在杭州採購木材，得知此事後上陳署任工部尚書林如楚，請求體恤人民、減少浪費。明神宗下令逮捕木商，他都寬大處理，木商都自發繳費，事後辭官回鄉，人們在西湖建立專祠祭祀。

## 家族
曾祖宋顯。祖父宋廷傑。父宋子渊。母张氏。永感下。弟良材。

## 引用
1. 1 2  同治《豐城縣志·卷十四·人物》：宋良翰，字直夫，後塘人，萬厯進士。知祁陽、邵武兩邑有政聲，旋調京，累官至工部屯田員外郎。時宮殿災，中使四出括木商運至潞河，久不與；值會水溢，木蕩析漂散，逋累十三萬械責償。良翰榷木武林，因條其弊於司空，大約以恤民隱重，國體為要，言詞激切，朝論善之；上命督諸逋商，良翰悉從，寬政勞來，撫恤諸商，投款子來逋材尅期集。任訖奔告諸上臺，乞留不得，迺肖像專祠西湖上。 采《大泌山房集》增
2. ↑  同治《豐城縣志·卷八·選舉》：萬歷三十一年癸卯鄉試 解元龔而安 宋良翰 亞魁，詳進士
3. ↑  《萬曆三十五年丁未科进士履历便览》：宋良翰，清宇，诗四房，丙子正月初二日生。丰城人，癸卯乡十名，会七十三名，三甲七十名。通政司政，丁未六月授湖广祁阳知县，戊申调邵武知县，癸丑升工部主事，乙卯差杭州抽分，丙辰升员外。曾祖顯。祖廷傑。父子渊，庠生。